# Waclaw van Krosno
Waclaw van Krosno (gestorven 1430/1431) was een zoon van Hendrik VIII de Monnik van Silezië-Żagań en Catharina van Opole.
Samen met zijn broers Hendrik IX de Oude en Hendrik X Rumpold volgt hij zijn vader in 1397 op als hertog van Glogau. De gebieden worden in 1412/1413 een eerste maal als volgt verdeeld tussen de zonen van Hendrik VIII:
- Hendrik IX de Oude (Henryk IX Starszy): regeert over Szprotawa, Krosno Odrzańskie, Świebodzin, samen met zijn boers en over de helft van Głogów, samen met Hendrik X Rumpold,
- Hendrik X Rumpold (Henryk X Rumpold): regeert over Szprotawa, Krosno Odrzańskie, Świebodzin samen met zijn boers en over Głogów met Hendrik IX de Oude,
- Waclaw van Krosno (Wacław Krośnieński): regeert over Szprotawa, Krosno Odrzańskie, Świebodzin, samen met zijn boers.

In 1417/1418 vindt een nieuwe deling plaats:
- Hendrik IX de Oude regeert Szprotawa en de helft van Głogów samen met Hendrik X Rumpold,
- Waclaw van Krosno (Wacław Krośnieński): regeert alleen over Krosno Odrzańskie en Świebodzin.

Hij stierf zonder kinderen waardoor de nalatenschap Hendrik IX de Oude ging.